# Verklighet
Verklighet (även realitet, engelska reality; franska réalité; grekiska energeia; latin actualitas, realitas; tyska Wirklichkeit; spanska realidad) är ett begrepp som används särskilt inom filosofin och som betecknar både egenskapen att vara verklig/t och allt det som är verkligt. Förutom denna rent språkliga distinktion kan man urskilja två huvudbetydelser av begreppet. För det första kan det användas för att beteckna allt som är förverkligat, i motsats till endast möjligt, alternativt förverkligande i sig i motsats till möjlighet i sig. För det andra kan det användas för att kontrasteras mot det blott skenbara, det vill säga verkligheten sådan den falskeligen ter sig för någon observatör. Detta är exempelvis filosofen Friedrich Hegels användning av begreppet. Hegel skriver i början av sin Rättsfilosofi att "Det verkliga är det förnuftiga, och det förnuftiga är det verkliga".
Det finns en klassisk motsättning mellan tanken att verkligheten är det som våra sinnesintryck ger omedelbar kontakt med och en både religiös och filosofisk idé att det sinnena visar oss är en illusion eller en slöja som döljer en egentlig verklighet. I västerlandet kan denna tanke spåras främst till Parmenides och Platon. Enligt Parmenides är den sanna verkligheten en homogen enhet, medan den enligt den klassiske Platon i Staten och andra verk som Faidon utgörs av en högre tidlös och evig värld av begreppsliga idéer, som fungerar som urformer, "paradeigma" för sinnenas föränderliga verklighet. Dessa idéer erinrar om den hinduiska advaita vedanta-filosofin med dess idé om sinnevärlden som en Mayas slöja. Samma tankegång återuppstod på andra sätt senare hos Immanuel Kant, som skilde på fenomenvärlden, det vill säga den gemensamma verklighet vi lever i via våra sinnen (den empiriska världen) och världen såsom den egentligen är, tinget-i-sig. Även Kant antar att dessa två är helt olika, men tillägger att vi inte kan veta något om tinget-i-sig. Kants filosofi ledde Arthur Schopenhauer till att än mer betona det hinduiska draget i dennes teori om att tinget-i-sig är viljan, den strävande urkraft som ligger bakom allting, inklusive våra själsliv och vars främsta egenskap är att aldrig bli tillfredsställd.